# Vila Roriz
Vila Roriz é um bairro da cidade brasileira de Goiânia, localizado na região norte do município, no limite com a região central.
O bairro foi fundado no ano de 1970. Conhecida por sua proximidade com o Rio Meia Ponte, a Vila Roriz foi alvo de alagamentos e inundações durante vários períodos na história de Goiânia e, por conta de seus riscos, é conhecida pela sua insalubridade.
Segundo dados do Instituto Brasileiro de Geografia e Estatística (IBGE), divulgados pela prefeitura, no Censo 2010 a população da Vila Roriz era de 830 pessoas.